# Porto Nogaro
Porto Nogaro è un porto marittimo commerciale e da diporto della provincia di Udine, collocato nel comune di San Giorgio di Nogaro.
Da un punto di vista geografico, è il porto marittimo più a Nord del Mar Mediterraneo.
Nel suo ambito portuale si trovano, oltre a svariati approdi e darsene diportistiche, due banchine commerciali: Porto Vecchio, collocato presso l'abitato della frazione di Porto Nogaro, e Porto Margreth, collocato più a sud, all'interno della zona industriale Aussa-Corno.
Si tratta di un porto marittimo classificato categoria II, classe III, di rilevanza economica regionale e interregionale, che vede transitare ogni anno circa quattrocento navi mercantili adibite alla navigazione marittima internazionale. Importante è anche a livello logistico, commerciale ed industriale, essendo collegato tramite ferrovia e strada agli stabilimenti presenti nell'hinterland.
Dal punto di vista del diporto nautico, nel suo complesso arriva a contare sino a 1500 posti barca.

## Descrizione
Il sorgitore di Porto Nogaro è individuabile dal mare grazie alla presenza della meda foranea delle acque sicure (con radio beacon lettera "A"), riferimento alla navigazione per l'allineamento al canale marittimo delimitato da nove mede elastiche, prima di giungere a Porto Buso.
La località di Porto Buso, che costituisce l'accesso dal mare al porto di Porto Nogaro, è delimitata dall'isola di Sant'Andrea a ovest e dall'isola di Porto Buso ad est. Tali isole costituiscono il cordone litoraneo tra il mare e la retrostante laguna di Marano e Grado.
Superata la Laguna, risalendo la foce dei fiumi Corno ed Aussa, si incontrano una serie di darsene e approdi diportistici (per circa 1500 posti barca), come di seguito meglio specificato:
| Denominazione                                               | Indirizzo            | Comune                | Destinazione ormeggi | Posti barca |
| Centro sportivo canoa e canottaggio "Canoa San Giorgio"     | Via Famula 44        | San Giorgio di Nogaro | Diporto              | 95          |
| Cantieri Marina San Giorgio                                 | Viale Enrico Fermi   | San Giorgio di Nogaro | Diporto              | 278         |
| Nausika Yacht                                               | Viale Enrico Fermi   | San Giorgio di Nogaro | Diporto              | 110         |
| Marina S. Andrea                                            | Viale Enrico Fermi   | San Giorgio di Nogaro | Diporto              | 500         |
| Marina Planais                                              | Via Enrico Fermi 47  | San Giorgio di Nogaro | Diporto              | 36          |
| Associazione sportiva dilettantistica "Nautica San Giorgio" | Località Planais     | San Giorgio di Nogaro | Diporto              | 86          |
| Circolo nautico "Laguna San Giorgio"                        | Località Planais     | San Giorgio di Nogaro | Diporto              | 105         |
| Gruppo Sportivo Lagunare                                    | Località Planais     | San Giorgio di Nogaro | Diporto              | 57          |
| Circolo nautico "AIRONE 90"                                 | Via del Molin 18     | Torviscosa            | Diporto              | 48          |
| Associazione sportiva nautica "Aussa Terzo"                 | Via 2 giugno n. 33/1 | Terzo d'Aquileia      | Diporto              | 144         |

Infine, si giunge sino alla banchina commerciale "Margreth", lunga circa 860 metri con un tirante d'acqua di -6 metri, che presenta circa 25 ettari di aree retro-banchina utili per il deposito di merci. La successiva banchina commerciale "Porto Vecchio" è lunga circa 400 m e ha un tirante d'acqua di -3,5 metri.

## Flusso di movimentazione merci
Nel solo anno 2021, secondo un ormai consolidato trend pluriennale, il sorgitore di Porto Nogaro ha visto scalare circa quattrocento navi mercantili adibite alla navigazione internazionale, anche aventi 7000 tonnellate di stazza lorda, e movimentare circa 1 338 000 tonnellate di merci solide alla rinfusa, collocandosi in termini di movimentazione merci al ventisettesimo posto nel panorama dei porti italiani.
Si riporta di seguito una tabella che indica i dati relativi al flusso di merci solide alla rinfusa transitate presso il sorgitore di Porto Nogaro. Tali dati, comprensivi di merci imbarcate e scaricate dalle navi a cura degli operatori portuali, sono espressi in migliaia di tonnellate per anno:
| Anno                                                | 2005  | 2006  | 2007  | 2008  | 2009 | 2010  | 2011  | 2012  | 2013 | 2014  | 2015  | 2016  | 2017  | 2018  | 2019  | 2020  | 2021  | 2022  | 2023  | 2024 |
| Migliaia di tonnellate di merce solida alla rinfusa | 1 228 | 1 205 | 1 456 | 1 441 | 897  | 1 205 | 1 211 | 1 544 | 942  | 1 011 | 1 028 | 1 012 | 1 106 | 1 347 | 1 386 | 1 320 | 1 338 | 1 012 | 1 020 | 952  |

## Traffico marittimo e attività cantieristica
Di pregio è stata la significativa e dinamica attività cantieristica finalizzata alla realizzazione degli scafi di navi destinate al trasporto di passeggeri, di tipologia sia Ro-Ro pax che navi da crociera, che ha visto transitare in ambito portuale più manufatti di dimensioni particolarmente rilevanti:
- GIN 191, lunghezza 147 metri, larghezza 19 metri, il 5 settembre 2020;
- ARCALUPA, lunghezza 128 metri, larghezza 32 metri, il 24 settembre 2020;
- MAR 172, lunghezza 172 metri, larghezza 24 metri, il 29 marzo 2021 (il manufatto più grande mai costruito dalla cantieristica del sorgitore di Porto Nogaro).
- MAR 173, lunghezza 172 metri, larghezza 24 metri, il 14 aprile 2022 (manufatto gemello del MAR 172).

In fondo, si trovano una serie di immagini raffigurative della navigazione di quest'ultimo manufatto lungo il canale navigabile ad uso pubblico marittimo di Porto Nogaro.